# Govern d'Itàlia
El Govern de la República Italiana (en italià: Governo della Repubblica Italiana) és l'òrgan constitucional que encapçala el poder executiu d'Itàlia. La seva regulació fonamental se situa en el Títol III de la Constitució italiana.
Està compost pel President del Consell de Ministres i els Ministres, que formen el Consell de Ministres. Generalment formen part del Govern també uns sotssecretaris d'Estat, alguns dels quals assumeixen el rol de viceministres.
Té la seu oficial en el Palau Chigi a la Piazza Colonna a Roma. Altres seus de la representació del Govern italià són Vila Doria Pamphilj, Vila Madama i el Palau de la Farnesina, tots situats a Roma.
El gabinet actual (2021), denominat Govern Draghi, nomenat en honor del President del Consell Mario Draghi, va entrar en vigor el 13 de febrer de 2021 després d'haver prestat jurament en el Palau del Quirinal.

## President del Consell de Ministres
El president del Consell de Ministres té una posició de preeminència sobre els altres membres del govern. Ell té l'encàrrec de formar el govern una vegada rebut el mandat pel cap d'Estat i de triar els ministres. Si ell dimiteix, tot el govern haurà de dimitir també.
Al govern, un o més ministres poden tenir el càrrec de Vicepresident del Consell de Ministres, triats pel Consell de Ministres. La seva tasca és de substituir aquest últim quan el President no estigui o tingui un impediment temporal.

### Ministeris
Els actuals ministeris del Govern d'Itàlia són els següents:
- Ministeri d'Afers exteriors i Cooperació Internacional
- Ministeri de l'Interior
- Ministeri de Justícia
- Ministeri de Defensa
- Ministeri d'Economia i Finances
- Ministeri de Desenvolupament Econòmic
- Ministeri d'Infraestructures i Transports
- Ministeri de Polítiques Agrícoles, Alimentessis i Forestals
- Ministeri de Medi ambient i Protecció del Territori i del Mar
- Ministeri de Treball i Polítiques Socials
- Ministeri d'Educació
- Ministeri d'Universitat i Recerca
- Ministeri de Patrimoni Cultural, Activitats i Turisme
- Ministeri de salut

### El Consell de Ministres
- determina la política general, interna i econòmica del govern;
- resol els conflictes de competència entre els ministres;
- proposa els projectes de llei per presentar a les Càmeres;
- pren decisions fonamentals en la política exterior.

## Nomenament
El president del Consell és nominat pel president de la República després d'una sèrie de consultes no oficials amb els presidents de les Càmeres i els representants dels grups parlamentessis. Els ministres són indicats pel president del Consell designat, i són nomenats pel president de la República.